# Zingel zingel
L'asprone danubiano (Zingel zingel) è un pesce d'acqua dolce appartenente alla famiglia Percidae.

## Distribuzione e habitat
Questo pesce è endemico dei fiumi Danubio e Dniestr e relativi bacini.
Frequenta soprattutto i bacini principali ed i più grandi affluenti. Vive in tratti a corrente intensa dove fa vita bentonica.

## Descrizione
Come tutti gli Zingel questo pesce ha corpo molto allungato ed appiattito e testa molto grande. Ha 12-15 raggi spinosi nella prima pinna dorsale (7-10 in Zingel streber) inoltre le guance sono prive di squame.
La taglia raggiunge i 50 cm.

## Biologia
È notturno.

### Alimentazione
Si ciba di invertebrati e piccoli pesci.

### Riproduzione
Avviene in primavera e la deposizione avviene in gruppi composti da una femmina e molti maschi. Le uova aderiscono al fondale.

## Pesca
Occasionale e priva di qualunque interesse commerciale o sportivo.

## Minacce
Non tollera l'inquinamento delle acque ed è anche minacciato dalla costruzione di dighe che rallentano il corso dei fiumi.

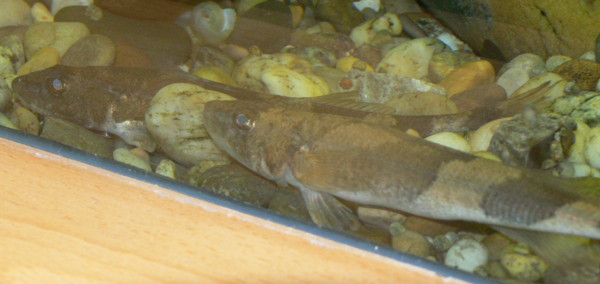
Zingel streber

## Specie affini
L'asprone orientale (Zingel streber Siebold, 1863) si distingue dall'asprone danubiano per il numero di raggi della prima pinna dorsale e per le guance coperte di squame oltre che per le minori dimensioni (non oltre 20 cm). I caratteri biologici sono simili a quelli di Z. zingel ed anche l'areale si sovrappone completamente.